# Julián Chicco
Julián Antonio Chicco (nascut el 13 de gener de 1998) és un futbolista professional argentí que juga com a migcampista al club espanyol CD Leganés.
Chicco és un exponent juvenil del Boca Juniors. L'1 de maig de 2016 va debutar amb el primer equip en un partit de lliga contra l'Argentinos Juniors. L'11 de juliol de 2023, després de representar al Patronato (prestat), Sarmiento i Colón al seu país, Chicco es va traslladar a l'estranger i va signar un contracte de dos anys amb el CD Leganés de Segona Divisió espanyola.

## Palmarès
Leganés
- Segona Divisió: 2023–24